# Queen (album)
Pour les articles homonymes, voir Queen (homonymie).
Albums de Queen
Queen II
(1974)
Singles
1. Keep Yourself Alive
Sortie : 6 juillet 1973
2. Liar
Sortie : 14 février 1974 (US)

Queen est le premier album du groupe de rock britannique éponyme Queen, sorti en 1973. Il prend le nom de Queen I lors de sa réédition en 2024.

## Historique

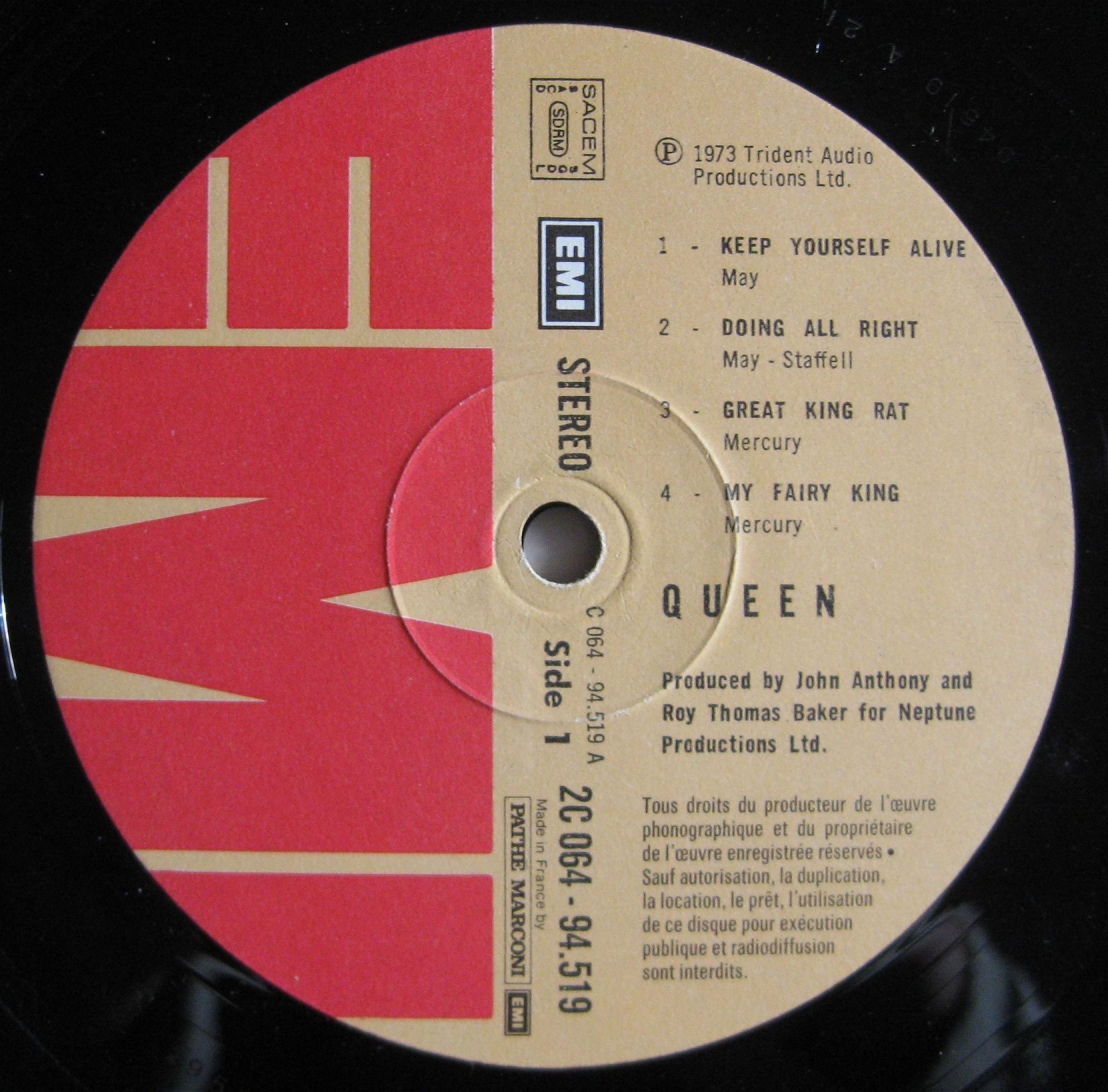
Photo de la face A du 33 tours édité en France.

La pochette de l'album, qui montre un chanteur (Freddie Mercury) sous le projecteur de la scène, est l'adaptation d'une photo de Douglas Puddifoot prise au Marquee Club, à Londres, le 20 décembre 1972.
Ce premier album de Queen ne reçoit à l'époque qu'une attention restreinte avec une 24e place dans les classements britanniques. Lors de l'écriture de l'album, le groupe est largement influencé par le hard rock de l'époque, à l'exemple de Led Zeppelin, tout en s'inscrivant dans la mouvance du glam.
Le titre phare de Queen est Keep Yourself Alive, un morceau rock qui ouvre l'album. Paru en 45 tours, il n'a pas un grand succès commercial, non plus que Liar, titre rock progressif de Mercury. L'ambiance de Queen est teintée de folklore (My Fairy King, Great King Rat ou encore Jesus) et de rock progressif. Doing All Right est un réarrangement d'une chanson écrite du temps du groupe Smile avec alors Tim Staffell au chant. La septième plage de l'album, Modern Times Rock 'n' Roll, est l'œuvre du batteur Roger Taylor qui la chante. Le chanteur principal Freddie Mercury est le compositeur de cinq des dix titres - ainsi que de l'un des titres bonus présents sur l'édition remastérisée pour le format CD ; le guitariste Brian May contribue à quatre chansons.

## Parution et accueil

### Sortie et promotion
Lors de sa sortie le 13 juillet 1973, Queen ne parvient pas à figurer dans les charts britanniques dès sa parution, devant attendre le 30 mars 1974 et le succès du deuxième album du groupe, Queen II, pour que ce premier album réussisse à se hisser, mais peine à s'y maintenir, se contenant d'une 37e place. Réédité à la suite de l'énorme succès d'A Night at the Opera et du single Bohemian Rhapsody entre la fin d'année 1975 et le début de l'année 1976, Queen se classe plus durablement dans les charts britanniques et parvient à y atteindre la 24e place.

### Classements et certifications
| Pays                          | Meilleure position |
| ----------------------------- | ------------------ |
| Australie (Kent Music Report) | 77                 |
| États-Unis (Billboard 200)    | 83                 |
| Japon (Oricon)                | 52                 |
| Royaume-Uni (UK Albums Chart) | 24                 |

| Pays              | Ventes    | Certifications |
| ----------------- | --------- | -------------- |
| États-Unis (RIAA) | 500 000 + | Or             |
| Pologne (ZPAV)    | 20 000 +  | Platine        |
| Royaume-Uni (BPI) | 100 000 + | Or             |

## Fiche technique

### Liste des chansons
| 1. | Keep Yourself Alive | Brian May         | 3:46 |
| 2. | Doing All Right     | May, Tim Staffell | 4:10 |
| 3. | Great King Rat      | Freddie Mercury   | 5:41 |
| 4. | My Fairy King       | Mercury           | 4:07 |

| 5.  | Liar                                 | Mercury      | 6:26 |
| 6.  | The Night Comes Down                 | May          | 4:24 |
| 7.  | Modern Times Rock 'n' Roll           | Roger Taylor | 1:48 |
| 8.  | Son and Daughter                     | May          | 3:19 |
| 9.  | Jesus                                | Mercury      | 3:45 |
| 10. | Seven Seas of Rhye... (Instrumental) | Mercury      | 1:10 |

| 11. | Mad the Swine (Previously unreleased)                   | Mercury | 3:24 |
| 12. | Keep Yourself Alive (Long-lost retake)                  | May     | 4:04 |
| 13. | Liar (1991 Bonus remix by John Luongo and Gary Hellman) | Mercury | 6:28 |

| 1. | Keep Yourself Alive (De Lane Lea Demo, December 1971)  | 3:50 |
| 2. | The Night Comes Down (De Lane Lea Demo, December 1971) | 4:22 |
| 3. | Great King Rat (De Lane Lea Demo, December 1971)       | 6:07 |
| 4. | Jesus (De Lane Lea Demo, December 1971)                | 5:04 |
| 5. | Liar (De Lane Lea Demo, December 1971)                 | 7:52 |
| 6. | Mad the Swine (June 1972)                              | 3:22 |

| 7. | Son and Daughter (Live at Hammersmith Odeon '75)              |  |
| 8. | Liar (Live at The Rainbow '74)                                |  |
| 9. | Keep Yourself Alive (Rehearsal at St John’s Wood Studios '73) |  |

### Crédits
- Freddie Mercury : chant, piano.
- Brian May : guitares, piano, chant.
- John Deacon : basse.
- Roger Taylor : batterie et percussions, chant.